# Corno (diacrítico)
O corno ou (em vietnamita: ''dấu móc') é um sinal diacrítico apenas existente na língua vietnamita, usado para diferenciar as letras ơ e ư de o e u que são pronunciados /ə/ e /ɨ/.
Também era encontrado durante a Renascença, em francês, anexado à letra e notadamente na grafia francesa usada por Louis Meigret em Tretté de la grammere françoeze, publicado em 1550.
| Letras com Corno | Letras com Corno            | Letras com Corno | Letras com Corno | Letras com Corno            | Letras com Corno |
| ---------------- | --------------------------- | ---------------- | ---------------- | --------------------------- | ---------------- |
| Letra            | Nome                        | Unicode          | Letra            | Nome                        | Unicode          |
| Ơ                | O com corno                 | U+01A0           | ơ                | o com corno                 | U+01A1           |
| Ớ                | O com corno e acento agudo  | U+1EDA           | ớ                | o com corno e acento agudo  | U+1EDB           |
| Ờ                | O com corno e acento grave  | U+1EDC           | ờ                | o com corno e acento grave  | U+1EDD           |
| Ở                | O com corno e gancho        | U+1EDE           | ở                | o com corno e gancho        | U+1EDF           |
| Ợ                | O com corno e ponto embaixo | U+1EE2           | ợ                | o com corno e ponto embaixo | U+1EE3           |
| Ỡ                | O com corno e til           | U+1EE0           | ỡ                | o com corno e til           | U+1EE1           |
| Ư                | U com corno                 | U+01AF           | ư                | u com corno                 | U+01AG           |
| Ứ                | U com corno e acento agudo  | U+1EE8           | ứ                | u com corno e acento agudo  | U+1EE9           |
| Ừ                | U com corno e acento grave  | U+1EEA           | ừ                | u com corno e acento grave  | U+1EEB           |
| Ử                | U com corno e gancho        | U+1EEC           | ử                | u com corno e gancho        | U+1EED           |
| Ự                | U com corno e ponto embaixo | U+1EF0           | ự                | u com corno e ponto embaixo | U+1EF1           |
| Ữ                | U com corno e til           | U+1EEE           | ữ                | u com corno e til           | U+1EEF           |